# Огнена буря
Огнената буря (наричана още огнено торнадо или огнена стихия) е пожар, много често извън контрол, който е придобил толкова голяма степен на интензивност, че създава и поддържа своя собствена вятърна система.
Най-често е природно явление, което се поражда от огромни горски пожари. Сред най-големите огнени бури са:
- Горските пожари от Черната неделя (Австралия, 2009),
- Големият пожар в Пещиго (САЩ, 1871),
- Пожарът от Пепелната сряда (Австралия, 1983).

Огнените бури могат да бъдат резултат и от насочени взривове – например при въздушните бомбардировки на Дрезден, Хамбург, Сталинград, Токио, Хирошима (но не и Нагасаки) и Лондон (т.нар. блиц).